# Royal Aircraft Factory F.E.8
Die Royal Aircraft Factory F.E.8 war ein britisches Doppeldecker-Jagdflugzeug und kam ab 1916 im Ersten Weltkrieg zum Einsatz. Es war der erste Jagdeinsitzer, der von der Royal Aircraft Factory entwickelt wurde und gleichzeitig das letzte Druckpropellerflugzeug, das in den Fronteinsatz kam.

## Entwicklung
Nach dem Vorbild der D.H.2 und der zweisitzigen F.E.2 hatte der Ingenieur J. Kenworthy d1915 die F.E.8 entwickelt, die mit einem nach vorn gerichteten Lewis-Maschinengewehr bewaffnet als Jagdflugzeug eingesetzt werden sollte. Die Abkürzung F.E. stand ursprünglich für „Farman Experimental“ (was als Synonym für Jagdflugzeuge mit Druckpropeller verwendet wurde), nach 1913/14 wurde sie jedoch mit der Bedeutung „Fighter Experimental“ verwendet. Die Druckpropellerkonfiguration war notwendig, da ein Synchronisationsgetriebe, das ein Schießen durch den Propellerkreis ermöglicht hätte, noch nicht zur Verfügung stand.
Die Flugzeugzelle aus Stahlrohr war mit Duraluminium verkleidet. Der Prototyp verfügte zunächst über eine große Propellerhaube, die bei späterem Produktionstypen weggelassen wurde. Die Tragflächen bestanden aus einer Leinwand-bespannten Holzkonstruktion. Das 7,7 mm Lewis MG war beweglich eingebaut, so dass der Pilot die Waffe schwenken und mit ihr zielen konnte.
Am 15. Oktober 1915 fand der Erstflug statt. Nach den Flugerprobungen an der Central Flying School in Upavon wurde die F.E.8 als stabil, manövrierfähig und einfach zu landen beschrieben. Daraufhin folgte die Einsatzerprobung mit dem zweiten Prototyp ab Ende 1915 in Frankreich. Nach geringen Veränderungen an der MG-Aufhängung lieferten die Firmen Darracq Motor Engineering in Fulham und Vickers in Weybridge die ersten F.E.8 im Mai bzw. Juni 1916 aus, so dass die Flugzeuge erst vom Sommer bis Oktober 1916 die Front erreichten.
Insgesamt wurden 295 Flugzeuge hergestellt, überwiegend mit Gnôme-Monosoupape-Motoren, einige Flugzeuge wurden testweise jedoch mit 110 PS Le Rhône- oder Clerget-Motor bestückt.

## Einsatz
Zwei F.E.8 wurden im Juni 1916 an die Squadron 29 des Royal Flying Corps geliefert, die bereits D.H.2 flog. Die F.E.8 erwies sich als etwas schneller als die D.H.2 und die Sicht für den Piloten war ausgezeichnet. Das Flugzeug war jedoch schwieriger zu fliegen. Ihre Neigung, durch die Kreiseleffekte des starken Rotationsmotor seitlich auszubrechen führte immer wieder zu Bruchlandungen. Wie bei anderen Druckpropellerflugzeugen konnten Teile, die aus dem Cockpit fielen, den Propeller beschädigen. Der Rotationsmotor hinter dem Cockpit schützte den Piloten zwar vor feindlichem Beschuss, drohte jedoch beim Überschlag durch Bruchlandung zusammen mit dem schweren Benzintank von hinten von einer tödlichen Gefahr für den Piloten zu werden. Das bewegliche MG wurde später arretiert, da das freihändige Zielen mit dem MG für den Piloten kaum möglich war und es einfacher war, die gesamte Maschine zum Zielen zu verwenden.
Im August wurde die Squadron 40 vollständig mit dem Typ ausgerüstet. Auch die neu aufgestellte Squadron 41, die im Oktober 1916 nach Frankreich verlegte, erhielt die F.E.8. Bald erwies sich jedoch, dass die F.E.8 inzwischen veraltet und den deutschen Halberstadt und Albatros-Jagdflugzeugen klar unterlegen waren. Trotzdem blieben die Flugzeuge im Einsatz. Am 9. März 1917 gerieten neun F.E.8 der Squadron 40 in einen Luftkampf mit fünf Albatros D.III der Jagdstaffel 11 unter Führung von Manfred von Richthofen. Vier F.E.8 wurden abgeschossen, vier weitere schwer beschädigt und die letzte Maschine geriet bei der Landung in Brand.
Die Squadron 40 wurde danach vollständig neu mit Nieuports aufgestellt und die Squadron 41, die ihre F.E.8 bis Juli 1917 als letzte mit Druckpropellern ausgestattete Jagdstaffel behielt, nur noch für Angriffe auf Bodenziele eingesetzt.
Zwei F.E.8 wurden in Heimatschutzeinheiten eingesetzt.

## Nachbauten
Es existieren zwei Nachbauten: Eine im Old Rhinebeck Aerodrome, ausgerüstet mit einem Le Rhône 80 PS-Umlaufmotor. Dieses Flugzeug wurde an das National Air and Space Museum abgegeben. Das Owl’s Head Transportation Museum in Maine besitzt ebenfalls einen F.E.8-Nachbau mit modernem Motor.

## Militärische Nutzung
Vereinigtes Königreich
- Royal Flying Corps / Royal Air Force

## Bilder

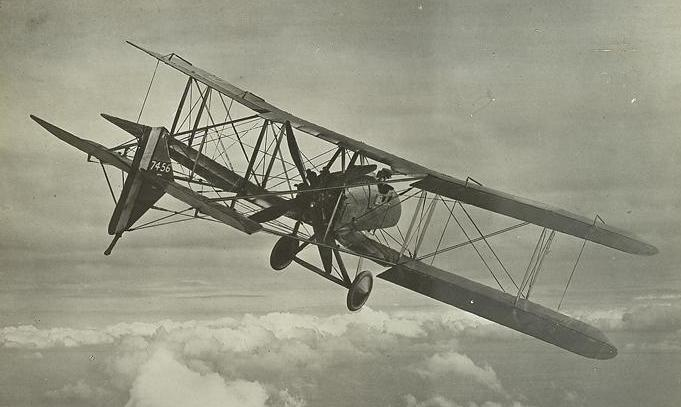
F.E.8 bei der Erprobung in Farnborough
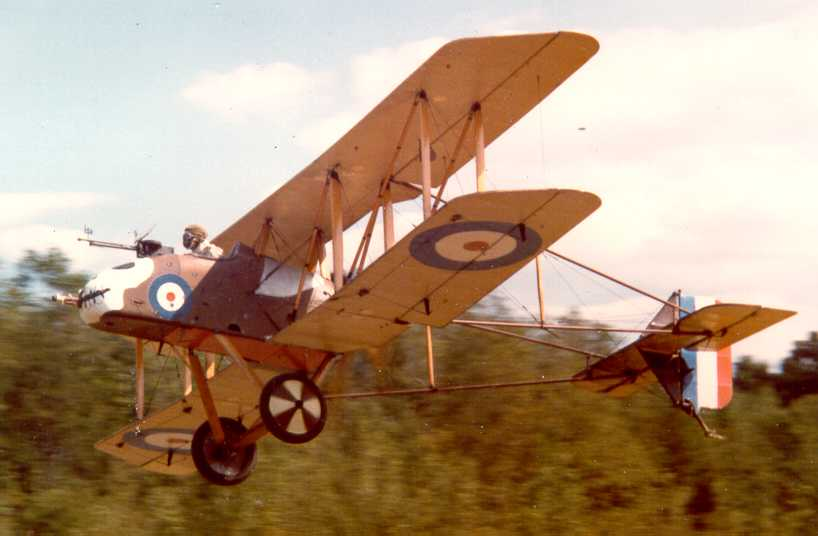
F.E.8 Nachbau bei einer Flugvorführung im Old Rhinebeck Aerodrome
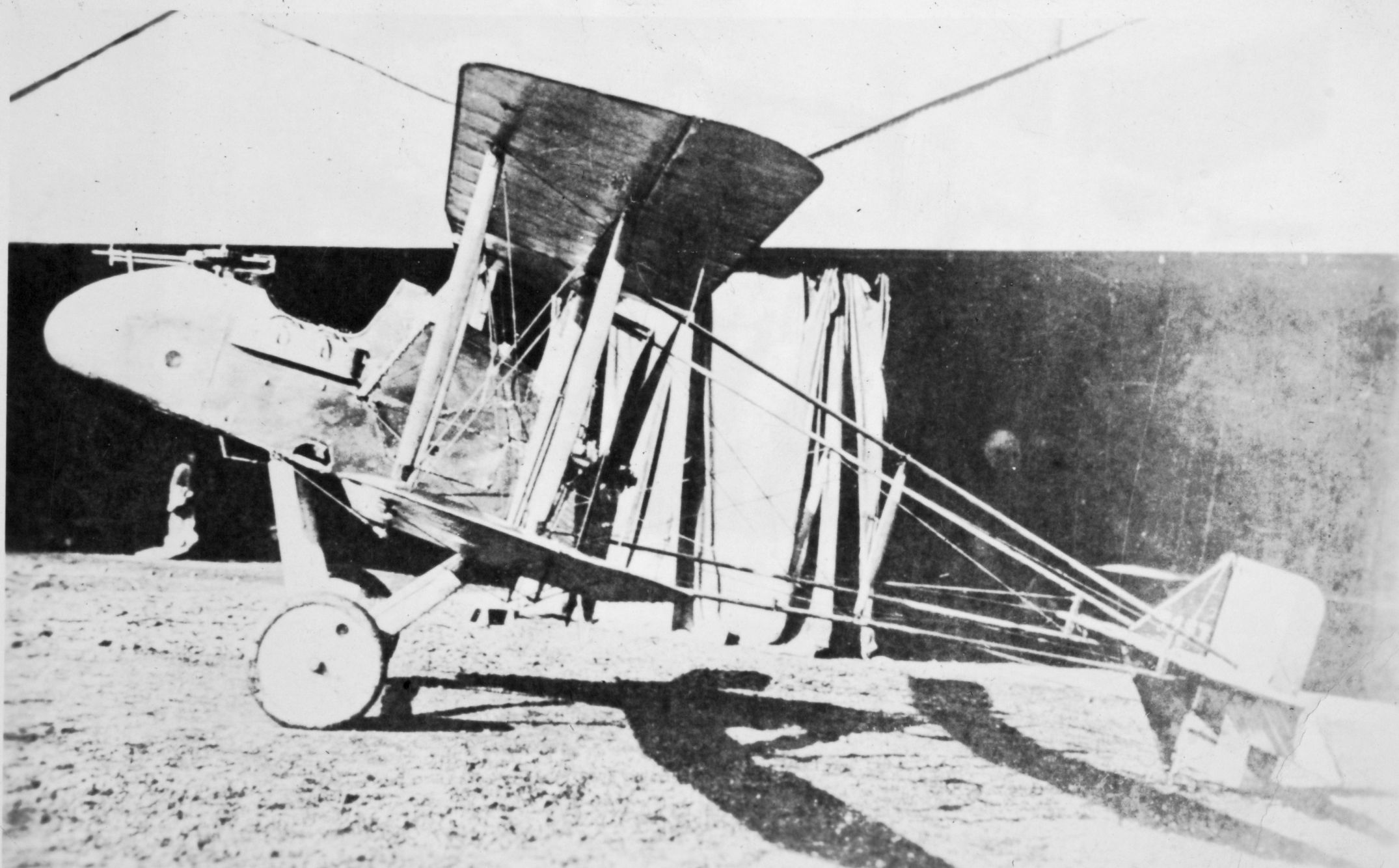
Seitenansicht der F.E.8
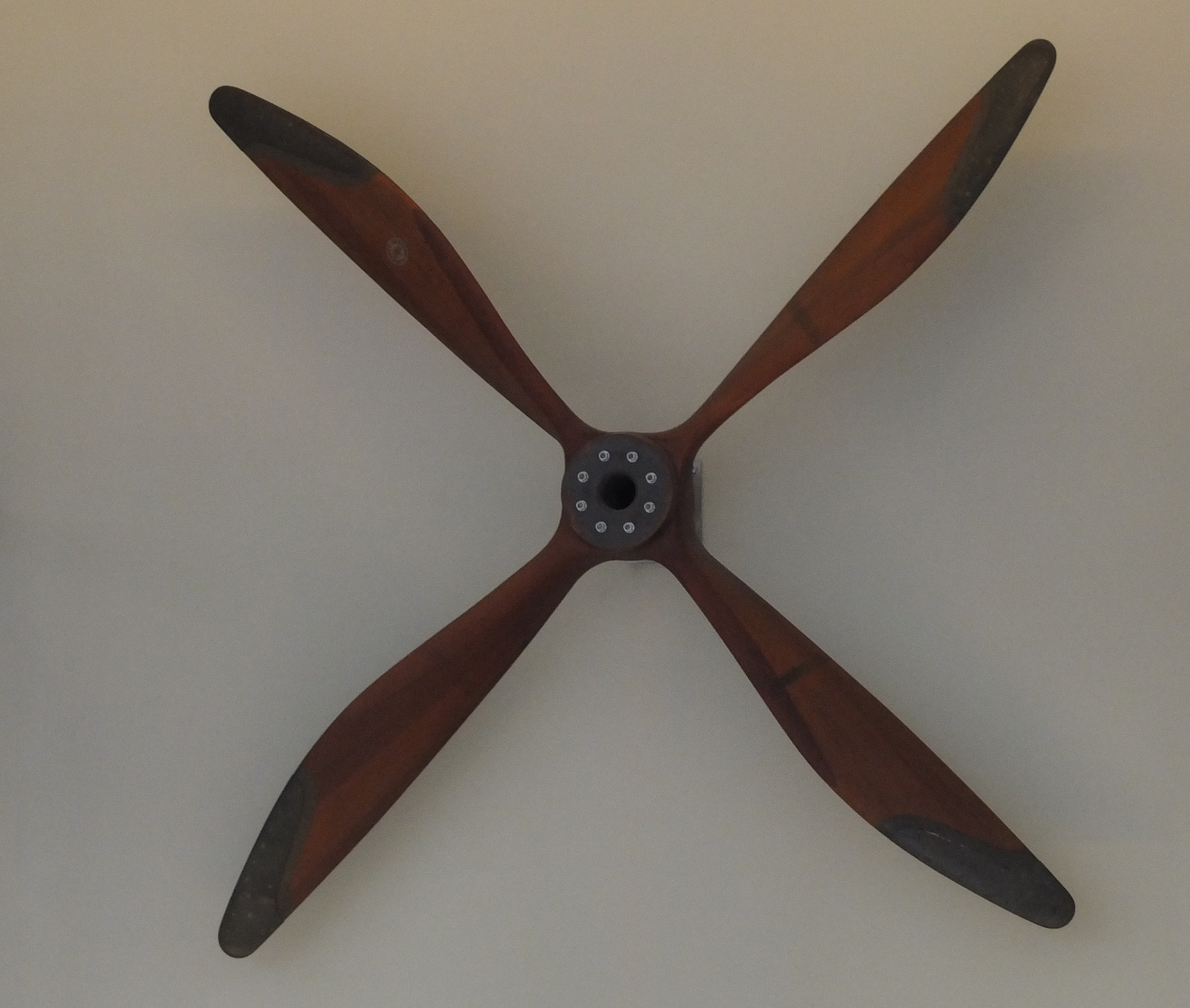
Original-Vierblattpropeller der F.E.8

## Technische Daten

Dreiseitenriss

| Kenngröße             | Daten (F.E.8 mit Le-Rhône-Motor)                                                                                            |
| --------------------- | --- |
| Besatzung             | 1 |
| Länge                 | 7,21 m |
| Spannweite            | 9,60 m |
| Flügelfläche          | 22,25 m² |
| Höhe                  | 2,80 m |
| Leermasse             | 406 kg |
| Startmasse            | 668 kg |
| Antrieb               | 1 × Le-Rhône-9-Zylinder-Umlaufmotor mit 110 PS (81 kW) oder 1 × Gnôme-Monosoupape-9-Zylinder-Umlaufmotor mit 100 PS (74 kW) |
| Höchstgeschwindigkeit | 151 km/h |
| Flugdauer             | 2,5 h |
| Steiggeschwindigkeit  | 1830 m in 8:20 min |
| Dienstgipfelhöhe      | 4420 m |
| Bewaffnung            | 1 × 7,7-mm-Lewis-MG, leichte Bomben                                                                                         |